# Comuna Dorna Candrenilor, Suceava
Dorna Candrenilor este o comună în județul Suceava, Bucovina, România, formată din satele Dealu Floreni, Dorna Candrenilor (reședința) și Poiana Negrii.
Primii locuitori ai comunei dețineau pământuri întinse. În anul 1772 s-au strâns la un loc toți membrii acestei comune și s-a constatat că pământul lor avea o întindere enormă, de la vârful Măgura Calului până la muntele Oușor.

## Etimologie
Există o legendă despre această comună. Numele comunei vine de la numele unui haiduc, Candruț, care a fugit din Transilvania și a venit aici cu mai multe sute de ani în urmă. În prezent un număr mare de familii din comună se numesc Candrea.

## Geografie
Comuna Dorna Candrenilor se învecinează cu următoarele localități:
- la nord-vest comuna Coșna
- la nord-est comuna Iacobeni
- la est cu orașul Vatra Dornei
- la sud-est comuna Șaru Dornei
- la sud comuna Poiana Stampei

Suprafața totală a comunei este de 22.129 ha, iar populația comunei este de 4.630 persoane. Activitățile zonale sunt: creșterea animalelor, exploatarea lemnului, valorificarea apei plate și minerale și a resurselor naturale ale pădurii, iar activitățile economice sunt: 
- Facilități investitori
- Concesionari terenuri
- Reduceri taxe și impozite
- Proiecte investiții	*Valorificarea resurselor naturale ale pădurii
- Plante medicinale (fructe de pădure, bureți - ciuperci de padure)
- Pârtii pentru sporturile de iarnă
- Ferme zootehnice
- Dezvoltarea agroturismului și zootehniei
- Utilități (gaze, apă, canal)
- Obiective	Rezervația "12 Apostoli"
- Parcul comunal
- Pensiuni agroturistice

## Monumente istorice
Există două monumente istorice și o rezervație naturală. Stilul arhitectonic local este pus în evidență în mod deosebit la casa proprietate a cetățeanului Candrea Gavril din satul Dorna Candrenilor, clădirea școlii din satul Dorna Candrenilor și alte obiective de interes social-cultural. Stilul peisagistic este reprezentat de Rezervația "12 Apostoli", în suprafață de 200 ha, aflată la o distanță de aproximativ 18 km de centrul comunei. În comuna Dorna Candrenilor există două ferme agroturistice acreditate.

## Demografie
Componența etnică a comunei Dorna Candrenilor
     Români (94,74%)
     Alte etnii (0,57%)
     Necunoscută (4,69%)
Componența confesională a comunei Dorna Candrenilor
     Ortodocși (87,76%)
     Penticostali (5,16%)
     Alte religii (1,72%)
     Necunoscută (5,36%)
Conform recensământului efectuat în 2021, populația comunei Dorna Candrenilor se ridică la 2.966 de locuitori, în creștere față de recensământul anterior din 2011, când fuseseră înregistrați 2.827 de locuitori. Majoritatea locuitorilor sunt români (94,74%), iar pentru 4,69% nu se cunoaște apartenența etnică. Din punct de vedere confesional, majoritatea locuitorilor sunt ortodocși (87,76%), cu o minoritate de penticostali (5,16%), iar pentru 5,36% nu se cunoaște apartenența confesională.

## Politică și administrație
Comuna Dorna Candrenilor este administrată de un primar și un consiliu local compus din 13 consilieri. Primarul, Dănuț Candrea[*], de la Partidul Social Democrat, este în funcție din 2016. Începând cu alegerile locale din 2024, consiliul local are următoarea componență pe partide politice:
|  | Partid                          | Consilieri | Componența Consiliului | Componența Consiliului | Componența Consiliului | Componența Consiliului | Componența Consiliului | Componența Consiliului | Componența Consiliului | Componența Consiliului | Componența Consiliului |
|  | ------------------------------- | ---------- | ---------------------- | ---------------------- | ---------------------- | ---------------------- | ---------------------- | ---------------------- | ---------------------- | ---------------------- | ---------------------- |
|  | Partidul Social Democrat        | 9          |                        |                        |                        |                        |                        |                        |                        |                        |                        |
|  | Partidul Național Liberal       | 3          |                        |                        |                        |                        |                        |                        |                        |                        |                        |
|  | Alianța pentru Unirea Românilor | 1          |                        |                        |                        |                        |                        |                        |                        |                        |                        |

## Recensământul din 1930
Componența etnică a comunei Dorna Candrenilor
     Români (77,1%)
     Germani (13,6%)
     Evrei (4,7%)
     Polonezi (0,65%)
     Altă etnie (3,95%)
Componența confesională a comunei Dorna Candrenilor
     Ortodocși (79,55%)
     Romano-catolici (13,75%)
     Mozaici (4,7%)
     Evanghelici\Luterani (0,8%)
     Greco-catolici (1,05%)
     Altă religie (0,15%)
Conform recensământului efectuat în 1930, populația comunei Dorna Candrenilor se ridica la 2379 locuitori. Majoritatea locuitorilor erau români (77,1%), cu o minoritate de germani (13,6%), una de evrei (4,7%) și una de polonezi (0,65%). Alte persoane s-au declarat: maghiari (7 persoane), ruteni (4 persoane), armeni (1 persoană), cehi\slovaci (2 persoane) și turci (3 persoane). Din punct de vedere confesional, majoritatea locuitorilor erau ortodocși (79,55%), dar existau și romano-catolici (13,75%), mozaici (4,7%), evanghelici\luterani (0,8%) și greco-catolici (1,05%). Alte persoane au declarat: adventiști (3 persoane), musulmani (3 persoane) și religie nedeclarată (5 persoane).